# 吴雅凝
吴雅凝，又名吴晓，英文名Hiu Ng，是中共八大元老之一习仲勋的外孙女、习近平的外甥女。

## 生平
吴雅凝是习仲勋次女、在澳洲经商的齐安安的女儿。
吴雅凝曾在国外受教育，2001年毕业于伦敦大学学院，获得信息管理学学士。英语流利，热衷于慈善事业，BBC报道曾在美国前总统克林顿的慈善基金会工作，住在北京市顺义区。 吴雅凝也是51GIVE网站创始人。
吴曾任宁波网通和中国录音录像出版总社的合资公司中录国际互动内容总监，互动电视公司联合网视的内容和商务发展经理。
在2008年12月26日，在北京举行的2008亚太(投融资)华人经济年会上，吴荣获世界经济十大华人文化艺术杰出贡献奖。
2014年左右，由她主持的51Sim的绿色计划在于香港举办的克林顿全球倡议亚洲会议上，被评选为CGI特别贡献。
吴雅凝也是中国乳腺癌研究基金的亲善大使，是纪录片“Women of the Revolution”的制片人之一。

## 婚姻
吴雅凝的丈夫是出生于伦敦温伯尔顿一个中产阶级家庭的英国商人福大牛（Daniel Foa）。
福毕业于朴次茅斯大学，后赴华发展，时常出入上海酒吧和夜总会，还成为上海维珍红星足球队队长，并以不修边幅著名。曾在国际商业机器公司IBM工作，2005年到北京的跨国公司北电网络Nortel工作，2014年左右与妻子吴雅凝共在克林顿基金会工作。两人在上海相识，有一子。 吴雅凝和福大牛在北京经营伦敦大学学院北京校友会，吴担任主席。